# Z/X
Z/X(ゼクス)는 니폰이치 소프트웨어와 브로콜리 (기업)가 제작한 수집형 카드 게임이다. 이 게임은 일본의 카드 상점과 이벤트에서 플레이어에게 무료 덱을 제공하는 최초의 "무료" 수집용 카드 게임으로 판매된다. 니폰이치 소프트웨어가 개발하고 브로콜리가 제작한 "Z/X Zillions of enemy X: Zekkai no Crusade"라는 제목의 플레이스테이션 3 게임이 2013년 5월 23일 일본에서 출시되었다. 브로콜리가 쓴 만화 각색과 츠치야 카레가시의 그림이 2012년 9월 슈에이샤의 V 점프를 통해 이루어졌다. Z/X 이그니션이라는 제목의 12부작 애니메이션 TV 시리즈가 2014년 1월 9일부터 2014년 3월 27일 사이에 방영되었다.
2015년 2월에 새로운 애니메이션 시리즈가 발표되었으며, 나중에 "Z/X Code reunion"이라는 새로운 만화 시리즈를 각색한 것으로 밝혀졌다. 각본은 우라하타 타츠히코, 그림은 후지마 타쿠야로, 2017년 9월부터 V 점프에서 연재를 시작했다. 애니메이션 각색은 Passione에서 제작하고 2019년 10월 8일부터 2019년 12월 24일까지 방영되었다. 애니메이션은 북미에서 센타이 필름웍스에 의해 라이선스를 받았다.